# The Way of the Dog
«The Way of the Dog» (укр. «Шлях пса») — фінальна, двадцять друга, серія тридцять першого сезону мультсеріалу «Сімпсони», прем'єра якої відбулась 17 травня 2020 року у США на телеканалі «Fox».
Серія присвячена пам'яті музиканта Літл Річарда, який помер за 8 днів до того у віці 87 років.

## Сюжет
Маленький Помічник Санти спить у будинку Сімпсонів. Він прокидається від запаху попкорну, який приготувала Мардж, щоб діти змогли нанизати його на Різдвяну ялинку. Коли Мардж намагається надіти капелюх Санти на песика для різдвяного фото, той боїться, чинить опір і згадує своє минуле…
Згодом, коли сім'я повертається з покупок подарунків, вони виявляють, що Маленький Помічник Санти погриз диван, і тепер, пригнічений, уперся на пляму на кухні. Ліса пропонує взяти його до собачої психологині Елейн Вульф.

Елейн пестить Маленького Помічника Санти

Сімпсони приносять Маленького Помічника Санти на лекцію Елейн, яка зводиться до того, що власники тварин — недостойні їх. Після лекції Сімпсони зустрічаються з Елейн на парковці, але вона відмовляється допомагати їм, хоча і співчуває собаці.
Вдома, коли Мардж намагається взяти капелюх Санти, щоб почистити, але пес кусає її. Вони ведуть його до лікаря, який пропонує приспати його, від чого сім'я відмовляється.
До будинку приходить шеф Віґґам, якому все повідомив ветеринар. За законом, після укусу господаря, служба контролю за тваринами має забрати його. Однак, несподівано до Сімпсонів приїжджає Елейн. Вона бере Помічника Санти в Інститут собакогнітивної поведінкової терапії. Без собаки у кімнаті Барта вся сім'я Сімпсонів збирається, щоб втішити хлопчика і… помолитись.
В інституті Маленькому Помічникові Санти сниться його матір, і як попередній власник забрав його у матері. Наступного дня Елейн запитує його, як він ставиться до родини, на що песик радісно реагує. Однак вона з'ясовує, що він ховав у своєму кублі капелюх Санти — причину його поведінки. Вона забирає його додому, і Барт згадує, що це шапка, яку Барт носив увечері, коли вони його дістали. Елейн каже, що йому доводиться протистояти своєму попередньому власнику через викликаний ПТСР.
На собакобійні тренер собак Лес Мур розповідає, як він забрав Маленького Помічника Санти в його матері Галетки (англ. She Biscuit). Оскільки, пес прибігав найшвидшим до неї і був ідеальним для перегонів. Сім'я обурена, але їхні серця швидко зігріваються, коли мати та син возз'єднуються у дворі Мура.
У фінальній сцені показано, що Сімпсони приймають Галетку у сім'ю і дарують їй щасливий дім.

## Виробництво
Ідея створення серії про посттравматичний стресовий розлад у Маленького Помічника Санти належить продюсеру Джеймсу Бруксу. Він був натхненний книгою «Inside Of a Dog» (укр. «Всередині собаки») когнітивної вченої Александри Горовіц
Кейт Бланшетт, яка озвучила Елейн, спочатку хотіла, надати персонажу свій австралійський акцент. Однак, при записуванні реплік, вона одразу ж відмовилась від цієї ідеї.
У презентації Інституту собакогнітивної поведінкової терапії були задіяні прототипи кількох справжніх собак виробничої групи. Зокрема, собака, яку обслуговують у ресторані, — це собака режисера серії Метью Фонана, Вів'єн.
Сценаристка серії Керолін Омайн зауважила, що незважаючи на те, що у серіалі протягом 30 років ніхто (включно з персонажем Маленького Помічника Санти) не старіє, то природно його мати Галетка всього на кілька років старша за нього.

## Цікаві факти і культурні відсилання
- Політ у заставці, пов'язаний із тваринами Сімпсонів, — відсилання до сюжету серії.
- Серія є сиквелом найпершої серії мультсеріалу «Simpsons Roasting on an Open Fire», в якій Сімпсони приймають Маленького Помічника Санти. Також кадри з епізоду показані, коли Барт згадує свій капелюх Санти[6].
- Коли Маленького Помічника Санти фотографують, на фото у нього зелені, а не червоні очі. Це пов'язано з фізіологічними особливостями собак[7].

## Ставлення критиків і глядачів
Під час прем'єри серію переглянули 1,89 млн осіб з рейтингом 0.6, що зробило її найпопулярнішим шоу на каналі «Fox» тієї ночі.
Денніс Перкінс з «The A.V. Club» дав серії оцінку B, похваливши її за спробу серйозно вивчити характер Маленького Помічника Санти, але зазначивши, що фінал був занадто сентиментальним.
Тоні Сокол з «Den of Geek» дав серії чотири з п'яти зірок, похваливши її емоційну глибину та здатність зробити минуле шоу більш багатим.
Згідно з голосуванням на сайті The NoHomers Club більшість фанатів оцінили серію на 5/5 із середньою оцінкою 4,43/5.